# Municipio de Martínez de la Torre
El municipio de Martínez de la Torre es un municipio ubicado en el estado de Veracruz,  en la región de Nautla, al oriente de la República Mexicana. Limita al norte con el municipio de Tecolutla, al este con los municipios de Misantla y San Rafael, al sur con los municipios de Atzalan y Misantla y al oeste con el municipio de Tlapacoyan y el estado de Puebla. La cabecera es la ciudad de Martínez de la Torre, en donde se desarrollan las actividades económicas más importantes de la región.
El nombre del municipio se debe al abogado Teziuteco Rafael Martínez de la Torre, quien fuera el que donó los terrenos en donde se asienta la cabecera municipal de este municipio y el de San Rafael. Junto con Pedro Belli otorgaron el decreto de trazado de Paso de Novillos para la conformación del municipio de Martínez de la Torre. Antes la ciudad tenía uno de los ingenios azucareros más importantes de la región.
De acuerdo con el Conteo de Población y Vivienda INEGI 2020, la población total del municipio es de 108,842 habitantes, algunas de sus localidades más importantes son Villa Independencia y Felipe Carrillo Puerto.

## Clima
Predomina un clima cálido húmedo con lluvias todo el año, con una temperatura promedio entre 22 y 26 °C. Tiene un rango de precipitación entre 1 900 y 2 100 mm anuales. 
| Parámetros climáticos promedio de Martínez de la Torre     | Parámetros climáticos promedio de Martínez de la Torre | Parámetros climáticos promedio de Martínez de la Torre | Parámetros climáticos promedio de Martínez de la Torre | Parámetros climáticos promedio de Martínez de la Torre | Parámetros climáticos promedio de Martínez de la Torre | Parámetros climáticos promedio de Martínez de la Torre | Parámetros climáticos promedio de Martínez de la Torre | Parámetros climáticos promedio de Martínez de la Torre | Parámetros climáticos promedio de Martínez de la Torre | Parámetros climáticos promedio de Martínez de la Torre | Parámetros climáticos promedio de Martínez de la Torre | Parámetros climáticos promedio de Martínez de la Torre | Parámetros climáticos promedio de Martínez de la Torre |
| Mes                                                        | Ene.                                                   | Feb.                                                   | Mar.                                                   | Abr.                                                   | May.                                                   | Jun.                                                   | Jul.                                                   | Ago.                                                   | Sep.                                                   | Oct.                                                   | Nov.                                                   | Dic.                                                   | Anual                                                  |
| ---------------------------------------------------------- | ------------------------------------------------------ | ------------------------------------------------------ | ------------------------------------------------------ | ------------------------------------------------------ | ------------------------------------------------------ | ------------------------------------------------------ | ------------------------------------------------------ | ------------------------------------------------------ | ------------------------------------------------------ | ------------------------------------------------------ | ------------------------------------------------------ | ------------------------------------------------------ | ------------------------------------------------------ |
| Temp. máx. abs. (°C)                                       | 35                                                     | 35                                                     | 37                                                     | 38                                                     | 41                                                     | 42                                                     | 42                                                     | 40                                                     | 39.5                                                   | 36                                                     | 38                                                     | 35.5                                                   | 42                                                     |
| Temp. máx. media (°C)                                      | 22.8                                                   | 24.1                                                   | 26                                                     | 29.8                                                   | 31.7                                                   | 32.2                                                   | 31.1                                                   | 31.8                                                   | 30.3                                                   | 28.8                                                   | 26.7                                                   | 23.2                                                   | 28.2                                                   |
| Temp. media (°C)                                           | 17.9                                                   | 18.9                                                   | 20.8                                                   | 24.4                                                   | 26.3                                                   | 27                                                     | 26.1                                                   | 26.4                                                   | 25.4                                                   | 23.7                                                   | 21.4                                                   | 18.4                                                   | 23.1                                                   |
| Temp. mín. media (°C)                                      | 13                                                     | 13.7                                                   | 15.7                                                   | 19.1                                                   | 20.9                                                   | 21.8                                                   | 21.1                                                   | 21                                                     | 20.5                                                   | 18.5                                                   | 16.1                                                   | 13.6                                                   | 17.9                                                   |
| Temp. mín. abs. (°C)                                       | 2                                                      | 0.1                                                    | 0.2                                                    | 8                                                      | 9.5                                                    | 12.5                                                   | 9                                                      | 8.5                                                    | 10.5                                                   | 4                                                      | 5.5                                                    | 3                                                      | 0.1                                                    |
| Precipitación total (mm)                                   | 60                                                     | 67                                                     | 68                                                     | 80                                                     | 90                                                     | 181                                                    | 189                                                    | 124                                                    | 314                                                    | 169                                                    | 161                                                    | 92                                                     | 1595                                                   |
| Días de lluvias (≥ 1 mm)                                   | 9.5                                                    | 8.1                                                    | 7.6                                                    | 5.9                                                    | 5.6                                                    | 8.6                                                    | 10.9                                                   | 10.5                                                   | 12.3                                                   | 9.1                                                    | 8                                                      | 10.5                                                   | 106.6                                                  |
| Horas de sol                                               | 11.5                                                   | 11.9                                                   | 12.4                                                   | 13                                                     | 13.5                                                   | 13.7                                                   | 13.6                                                   | 13.2                                                   | 12.6                                                   | 12                                                     | 11.6                                                   | 11.3                                                   | 12.5                                                   |
| Humedad relativa (%)                                       | 86                                                     | 85                                                     | 83                                                     | 82                                                     | 82                                                     | 84                                                     | 86                                                     | 84                                                     | 84                                                     | 84                                                     | 84                                                     | 85                                                     | 84.1                                                   |
| Fuente: Weatherbase & Climate Data 30 de diciembre de 2023 |                                                        |                                                        |                                                        |                                                        |                                                        |                                                        |                                                        |                                                        |                                                        |                                                        |                                                        |                                                        |                                                        |

## Historia
La historia de Martínez de la Torre tiene su origen más remoto, dejando de lado los dispersos asentamientos totonacas de la zona, en 1567 cuando se le denomina "Los Llanos de Almería" a la región encomendada a un grupo de españoles, lugar donde se ubica actualmente la Ciudad de Martínez de la Torre.
Al inicio del siglo XIX los pobladores llamaron Paso de Novillos al lado del Río Bobos, situado abajo del actual puente que comunica la ciudad con Villa Independencia. Posteriormente se estableció una hacienda de ganado que adoptó el nombre de Paso de Novillos, propiedad del teziuteco Rafael Martínez de la Torre.
Con alrededor de 15 mil productores y 45 mil, de las 82 mil hectáreas que hay de cultivo a nivel nacional, Martínez de la Torre se mantiene como líder en producción y exportación de limón persa, sus cítricos llegan a por lo menos 21 países del mundo, en tres continentes. La capital mundial de los cítricos, como se le conoce actualmente, exporta limones a Estados Unidos y Canadá, en un 70 %; Europa, 10 %; mercado nacional, 10 % y para la industria, 10 %. En el continente europeo, el limón de Martínez de la Torre llega a Holanda, Inglaterra, Francia, Alemania, Bélgica, Reino Unido, España, Italia, Suecia; mientras que en Asia, este producto se distribuye en Japón, Corea, Rusia y Emiratos Árabes Unidos.
Por decreto expedido en Orizaba por el gobernador Apolinar Castillo (oaxaqueño), el 27 de octubre de 1882 se crea el municipio de Martínez de la Torre, con las congregaciones de Paso de Novillos, Santa Ana Maloapan, Cañizo, Pital, San Agua, La Isla Independencia y colonia de San Rafael, del cantón de Jalacingo.
El 6 de septiembre de 1910 se eleva a categoría de villa, hasta el 13 de diciembre de 1956 que adquiere la categoría de ciudad, mediante decreto del entonces gobernador del estado de Veracruz, Antonio M. Quirasco.
La congregación de Paso Largo cambia su nombre por el de Felipe Carrillo Puerto en 1932; en noviembre de 1932, San Rafael por el de Manuel Acuña; Mentidero por el de Melchor Ocampo en 1936; Potrero Nuevo por el de Guadalupe Victoria en 1939; San Rafael recobra su denominación suprimiendo el nombre de Manuel Acuña, en 1942; la villa de Martínez de la Torre, adquiere la categoría de ciudad por decreto de 13 de diciembre de 1956, siendo gobernador Antonio M. Quirasco y por decreto No. 56 de 29 de noviembre de 1989, la colonia Independencia adquiere la categoría de villa.

## Escudo de Martínez de la Torre
Abajo del nombre aparece un castillo que representa el poder y la grandeza de los primeros pobladores, así como las instalaciones militares ubicadas en la parte alta de la ciudad. En su interior se encuentra el número 1882, que representa el año en que se decretó de manera oficial la creación del municipio de Martínez de la Torre.
Flanqueando el castillo se encuentran los cultivos históricos del municipio: del lado derecho, una mazorca de maíz, y del lado izquierdo, una hoja de tabaco, en ambos casos, acompañados de vainas de vainilla.
En los extremos se encuentran elementos representativos de dos de las principales actividades agrícolas actuales del municipio: del lado izquierdo, una hoja de plátano, en tanto que a la derecha aparecen dos cañas de azúcar.
Al centro del escudo se identifica una porción de la Sierra Madre Oriental, en su zona de la sierra Madre Misantla, misma que se encuentra representada por los cerros Dos Hermanos y Cerro Quebrado, así como por una parte del Cofre de Perote, donde se señala el nacimiento de dos de los afluentes que dan origen al río Nautla, el río Alseseca y el río Bobos. La imagen del río corre a todo lo largo de la parte central del escudo, ensanchándose hasta desembocar en el mar, donde se encuentran dos peces de la variedad “bobos”, los cuales representan la riqueza hidrológica de la región así como el nombre del río en su parte que corre por la superficie municipal.
Al lado izquierdo del río, se presenta una imagen de San Juan Bautista, santo patrono de la cabecera municipal, quien aparece bautizando a una carita sonriente, símbolo de la cultura totonaca. Lo anterior representa el sincretismo religioso y cultural de la conquista del Totonacapan. Además, el agua que vierte el santo patrono está formada por tres corrientes largas y dos cortas, representando la región hidrológica del río Nautla, con todos sus principales tributarios: las tres corrientes largas, los ríos Alseseca, Bobos y Quilate, y las dos cortas, los ríos María de la Torre y Martha Ruiz.
En la parte central, al lado derecho, se localiza un árbol con 23 naranjas y limones número que corresponde al de las congregaciones del municipio y que, adicionalmente, representa el principal recurso productivo actual y fuente de riqueza regional: el cultivo de cítricos.
En la parte inferior del escudo se aprecian unos cuernos estilizados de ganado bovino, con la leyenda «Paso de Novillos», que corresponde a uno de los primeros nombres españoles del asentamiento humano que posteriormente daría origen a la ciudad de Martínez de la Torre. Asimismo, dicho elemento simboliza la riqueza pecuaria de una zona del municipio de Martínez de la Torre.

## Gastronomía
En esta región del estado de Veracruz se han adoptado costumbres alimenticias provenientes de otros países. Por ejemplo, en San Rafael, población cercana a Martínez de la Torre, los inmigrantes franceses han desarrollado sus gustos culinarios adaptándolos a las tradiciones de esta zona.
La población totonaca se divide en dos partes: la zona de Jalapa y la zona de Papantla. A pesar de pertenecer al mismo grupo étnico, la relativa lejanía en la que viven los totonacos de estas regiones les ha hecho adoptar patrones de alimentación diferentes. Curiosamente en medio queda Martínez de la Torre, con un aislamiento cultural gastronómico relativo; de tal forma que su cocina mestiza no está mezclada con las costumbres indígenas, tal vez por sus raíces extranjeras.
En la zona de Martínez de la Torre, San Rafael y Nautla, se recolectan mariscos como ostiones, camarones y acamayas. Estas últimas se preparan al mojo de ajo o con salsa de chile chipotle y son muy populares.
Una de las actividades más importantes de la zona es la siembra de cítricos, por lo que a los lados de la carretera es común observar huertos de naranjos y limoneros que, en tiempo de floración, aroman la región y constituyen un bellísimo paisaje.
Los principales platillos típicos del municipio son: Acamayas al mojo de ajo y cocteles de mariscos; chilatoles, garnachas, gorditas, empanadas y enchiladas (acompañadas de salsa típica de la región). Chilpozo de pollo y gallina. En el municipio para fiestas y reuniones sociales se acostumbra elaborar los siguientes platillos, con un toque especial de la región: carnitas de cerdo; chafaina; mole de guajolote, gallina y pollo; tamales envueltos en hojas de plátano, con carne de cerdo, pollo o frijoles; chilpachole de jaiba, minilla o saragalla, chilahuates y jugos de cítricos tales como la naranja, limón, pomelo, mandarina y litchi.

## Geografía
El municipio de Martínez de la Torre se encuentra ubicado en la parte centro-norte del estado de Veracruz, limita con los municipios de Tlapacoyan (municipio), Atzalan, Misantla, Tecolutla, San Rafael (Veracruz), Papantla y San José Acateno en el estado de Puebla. La altura del municipio oscila de los 420 msnm en la parte sur del municipio hasta los 18 msnm en los límites con San Rafael y Papantla; el río más importante del municipio es el Filobobos que atraviesa el centro de la ciudad y el municipio.
Su clima es cálido-húmedo-regular con una temperatura promedio de 23.7 °C.; su precipitación pluvial media anual es de 1,293.6 milímetros.
Los principales ecosistemas que coexisten en el municipio son el de selva perennifolia con especies de amate, caoba y huapaque, donde se desarrolla una fauna compuesta por poblaciones de conejos, armadillos, tejones, aves y reptiles.
La riqueza natural está representada por minerales como el banco de material; entre su vegetación sobresalen las maderas preciosas.
Su suelo es variado y de tipo luvisol, el primero se caracteriza por ser de zonas templadas y tropicales y el segundo por ser suelo duro con una marcada estación seca y otra lluviosa, con baja susceptibilidad a la erosión. Menos del 50% del suelo se utiliza en las labores agrícolas.

## Fiestas populares
El 24 de junio se celebra la fiesta patronal de San Juan Bautista con danzas de huehuenches, negritos, tocotines y quetzalines, música y feria. La feria se lleva a cabo en el transcurso del mes de junio; en ella además de la exposición, se realizan eventos culturales y deportivos, danzas regionales, peleas de gallos, fuegos artificiales, sin faltar la elección y coronación de la reina que culmina con un baile popular.

## Personajes ilustres
- Rafael Martínez de la Torre, fue un abogado originario de Teziutlán, Puebla.
- José María Mata, fue un médico, militar, político, ideólogo y diplomático mexicano.
- Ramón Cano Manilla, Originario de Martínez de la Torre, fue un pintor y muralista, su obra más destacada que resaltó a nivel nacional e internacional fue “El Globo de Cantoya” [7]